# Stasera Rita
Stasera Rita è il quarto album di Rita Pavone cantante italiana, pubblicato su vinile dall'etichetta discografica RCA nel 1965.
Nell'autunno del 1965 la cantante è protagonista assoluta di un varietà televisivo dal titolo omonimo, coadiuvata da Bice Valori e Don Lurio, per la regia di Antonello Falqui. Il programma ottiene un grande successo e la Pavone pubblica un LP contenente molte canzoni eseguite in trasmissione, tra cui la sigla del programma Stasera con te, Plip, che il 25 dicembre 1965 arriva prima in classifica per tre settimane e Lui, che diventa l'undicesimo singolo più venduto in Italia del 1965.
Anche in questo caso alcuni dei brani inclusi nell'album erano già apparsi su 45 giri tra cui Solo tu, scritto da Lina Wertmüller per il film di Steno La feldmarescialla - Rita fugge... lui corre... egli scappa di cui Rita era protagonista, ed altri registrati appositamente.

## Edizioni
L'album è stato stampato in Italia in LP dalla RCA Italiana in versione mono con copertina apribile, con numero di catalogo APML 10404. In seguito venne ristampato con copertina ad astuccio, mantenendo lo stesso numero di catalogo. Nello stesso anno fu distribuito dalla RCA Victor anche in Israele, Colombia, Peru, dove fu tradotto con il titolo Esta Noche Rita, e Brasile, dove  il brano Lui fu omesso in favore di Supercalifragilistic-Espiralidoso, con una tracklist in una successione differente rispetto a quella italiana.
L'album non è mai stato pubblicato in CD, in digitale o nelle piattaforme streaming.

## Tracce

### Lato A
1. Stasera con te
2. Plip
3. My Baby Left Me
4. Lui
5. Hip hip hurrà
6. Right Now

### Lato B
1. Solo tu
2. Strong Love
3. Oriazi e Curiazi
4. Occhi miei
5. La bretella
6. Il treno

## Formazione
- Rita Pavone - voce
- Clive Devine - basso (tracce A3, A5, B2, B5-B6), cori (tracce A3, A5, B2, B5-B6)
- Trevor Cook - batteria (tracce A3, A5, B2, B5-B6)
- Steve Outhwaite - chitarra (tracce A3, A5, B2, B5-B6), cori (tracce A3, A5, B2, B5-B6)
- George Rainsford - chitarra (tracce A3, A5, B2, B5-B6), cori (tracce A3, A5, B2, B5-B6)
- Alan Dike - chitarra (tracce A3, A5, B2, B5-B6), cori (tracce A3, A5, B2, B5-B6)
- Luis Enriquez Bacalov - arrangiamento orchestra (tracce A4, B1)
- Ennio Morricone - arrangiamento orchestra (tracce A1-A2)
- Ruggero Cini - arrangiamento orchestra (traccia B3)
- Teddy Randazzo - arrangiamento orchestra (traccia A6)
- I Cantori Moderni di Alessandroni - cori (tracce A1, A4, B1)
- I 4 + 4 di Nora Orlandi - cori (traccia B3)